# Podbořanský Rohozec
Podbořanský Rohozec (jusqu'en 1949 Německý Rohozec, en allemand : Deutsch Rust, également Teutschenrust) est une commune du district de Louny, dans la région d'Ústí nad Labem, en Tchéquie. Sa population s'élevait à 141 habitants en 2021.

## Géographie
Podbořanský Rohozec se trouve à 42 km au sud-ouest de Louny, à 75 km au sud-ouest d'Ústí nad Labem et à 86 km à l'ouest-nord-ouest de Prague.
La commune est limitée par Mašťov au nord, par Nepomyšl au nord, à l'est et au sud, et par le terrain militaire de Hradiště au sud-ouest et à l'ouest.

## Histoire
La première mention historique du village date de 1424.

## Administration
La commune se compose de deux quartiers :
- Podbořanský Rohozec
- Bukovina

## Transports
Par la route, Podbořanský Rohozec se trouve à 11 km de Podbořany, à 45 km de Karlovy Vary, à 49 km de Louny, à 49 km de Prague et à 94 km d'Ústí nad Labem.

## Personnalité
- Eduard Glaser (1855-1908), archéologue et explorateur, y est né.